# Mudoki
Mudoki (jap. 無土器文化時代 mudoki-bunka-jidai; pol. okres kultury przedceramicznej) – okres w historii Japonii trwający do ok. XII tysiąclecia p.n.e. Znany również jako starszy okres kamienia (jap. 旧石器時代 kyūsekki-jidai) lub okres pre-jōmon (jap. プレ縄文時代 pure-jōmon-jidai). Najstarszy okres archeologiczny na Wyspach Japońskich.
Jedynymi znaleziskami związanymi z tym okresem są kamienne narzędzia. Grubo ociosane kamienie przypominają pięściaki znajdowane na kontynencie na obszarze Chin oraz Indii. Oprócz narzędzi nie zachowały się żadne dowody w postaci ludzkich szkieletów, bądź jakichkolwiek szczątków organicznych.
Pierwszy i zarazem najważniejszy teren wykopalisk znajduje się w Iwajuku (jap. 岩宿遺跡 Iwajuku-iseki), w prefekturze Gunma. Badania rozpoczęto tam w 1949 roku. Wciąż rozpoczynane są prace wykopaliskowe w różnych miejscach Japonii, jak chociażby w Kanedori (jap. 金取遺跡 Kanedori-iseki), w prefekturze Iwate. Prace rozpoczęto tam w 1984 roku, a najnowsze odkrycie pochodzi z 2003 r.
Nieodłącznym elementem towarzyszącym wykopaliskom z tego okresu jest dynamiczna dyskusja dotycząca dokładnej daty pojawienia się ludzi na archipelagu. Znane są nawet próby manipulacji oraz fałszerstw na tym tle. Obecnie uważa się, że pierwsi ludzie przybyli na wyspy około 40 tys. lat temu, choć jeszcze w latach 70. XX w. podejrzewano, iż mogło to być nawet 200 tys. lat.